# Gulnara Karimova
Gulnora Islómovna Karímova (en uzbeko, Гулнора Исломовна Каримова; en ruso, Гульнара Исламовна Каримова, 8 de julio de 1972) es una empresaria y activista social uzbeka. Es hija de Tatiana Karímova e Islom Karímov, presidente de la República de Uzbekistán entre 1989 y 2016. 

## Biografía
Karímova es fundadora de la Fundación Foro de Cultura y Artes de Uzbekistán y presidenta de la junta directiva. Además de directora de una serie de organizaciones no gubernamentales enfocadas en los aspectos culturales y sociales de Uzbekistán. Según los observadores políticos, se consideraba que Gulnora Karímova iba a ser la sucesora de su padre como presidente, sin embargo, después de 2013, y debido a un conflicto con su progenitor  comenzó a perder rápidamente influencia. Según la BBC, Karímova fue puesta bajo arresto domiciliario en Taskent en noviembre de 2014 y, según informes de noticias de Asia Central se rumoreaba que murió por envenenamiento el 5 de noviembre de 2016. En diciembre de 2016 fue interrogada por fiscales suizos sobre acusaciones de lavado de dinero. En diciembre de 2017, el Departamento del Tesoro de los Estados Unidos incluyó a Karímova en la lista de la Ley Global Magnitsky sobre Responsabilidad de Derechos Humanos, prohibiendo efectivamente a todas las entidades de los Estados Unidos tratar con Karímova o cualquiera de sus organizaciones o asociados.

## Primeros años y educación
Karímova se graduó de la Academia de Matemáticas Juveniles de Taskent en 1988. Durante 1987, fue internada en el Comité Estatal de Uzbekistán sobre Estadísticas. De 1989 a 1994, asistió a la Universidad Estatal de Taskent, donde obtuvo una licenciatura del Departamento de Economía Internacional. Durante su segundo año, trabajó como traductora en la Cámara de Comercio e Industria de la República de Uzbekistán. En 1992, completó un curso de diseño de joyas en el Fashion Institute of Technology de Nueva York. Entre 1994 y 1996, asistió al Instituto de Economía de la Academia de Ciencias de Uzbekistán donde realizó una maestría. Durante 1994-1995 fue profesora interina en el departamento de ciencias políticas de la Universidad de Economía Mundial y Diplomacia en Taskent. Posteriormente trabajó en el Ministerio de Asuntos Exteriores de Uzbekistán en el departamento de análisis y pronóstico político, donde fue asignada para escribir informes analíticos para el Consejo de Seguridad del Estado y la Administración Presidencial. La siguiente fase de su educación tuvo lugar después de unos años de trabajo a tiempo completo. Entre 1998 y 2000, asistió a la Universidad de Harvard, donde obtuvo una maestría en estudios regionales. Al mismo tiempo, se matriculó en la Universidad de Economía y Diplomacia Mundial (UWED) en Taskent, donde en 2001 recibió el "doctorado" en ciencias políticas. Desde 2009, ha ocupado una cátedra de ciencias políticas en la UWED. También posee el Bachillerato en Artes en telecomunicaciones que recibió en 2006, de la Universidad de Tecnologías de la Información de Taskent.

## Carrera

### Actividades políticas y diplomáticas
Entre 1995 y 1997, fue Asesora del Ministro de Relaciones Exteriores de Uzbekistán. Durante este tiempo, contribuyó con la organización de la Conferencia Internacional de Taskent "Zona Libre de Armas Nucleares de Asia Central" (CANWFZ). En 1998 y entre 2000 y 2003, Karímova se desempeñó como consejera en la Misión de Uzbekistán ante la Organización de las Naciones Unidas en Nueva York. Entre 2003 y 2005 fue ministra consejera de la embajada uzbeka en Moscú y desde 2005 hasta 2008 se desempeñó como asesora del ministro de Asuntos Exteriores. En febrero de 2008, fue nombrada viceministra de Asuntos Exteriores para la Cooperación Internacional en Asuntos Culturales y Humanitarios. En septiembre de ese año, fue nombrada Representante Permanente de Uzbekistán ante las Naciones Unidas, asumiendo el cargo en diciembre de 2008. En enero de 2010, fue nombrada embajadora de Uzbekistán ante el Reino de España.
En 2012, fue honrada con el Premio "Ruta de la Seda y Cooperación Humanitaria" de la Organización de Cooperación de Shanghái.

### Actividad empresarial
Según diplomáticos estadounidenses en Uzbekistán, Karímova, "se esforzó por ganar una porción de prácticamente todos los negocios lucrativos" en el país y es vista como una "baronesa ladrona".
Se creía que Karímova controlaba Uzdunrobita, la red nacional de telefonía móvil de Uzbekistán, así como los sectores de salud y medios de comunicación del país. Sin embargo, desde junio de 2007 Uzdunrobita es propiedad exclusiva de Mobile TeleSystems, el mayor operador de telefonía móvil en Rusia y la CEI. En diciembre de 2009, la revista suiza "Bilanz" describió a Gulnora Karímova como una de las diez mujeres más ricas del país.    
En marzo de 2014, la Fiscalía Suiza anunció que había extendido una investigación de lavado de dinero para incluir a Karímova. La investigación, lanzada en 2012, se había centrado inicialmente en cuatro de los aliados suyos. 
Trabajando a través de la Iniciativa de Recuperación de Activos Kleptocracy, en 2016, el Departamento de Justicia de los Estados Unidos confiscó $850 millones de dólares que Karímova había "canalizado a través de acuerdos corruptos".

### Promoción de Uzbekistán
En 2005, Karímova estableció y promovió el "Centro de Estudios Políticos", el primer grupo de expertos independiente, que se centra en la investigación científica aplicada en temas actuales de política interna y exterior de Uzbekistán, seguridad regional, desarrollo económico y cooperación internacional. El Centro prepara materiales informativos, analíticos y de pronóstico sobre estos temas. Actualmente, el Centro de Estudios Políticos coopera con más de 25 instituciones en todo el mundo. Karímova es editor jefe del Boletín Informativo Analítico publicado "Uzbekistán y Asia Central".

### Iniciativas benéficas y sociales

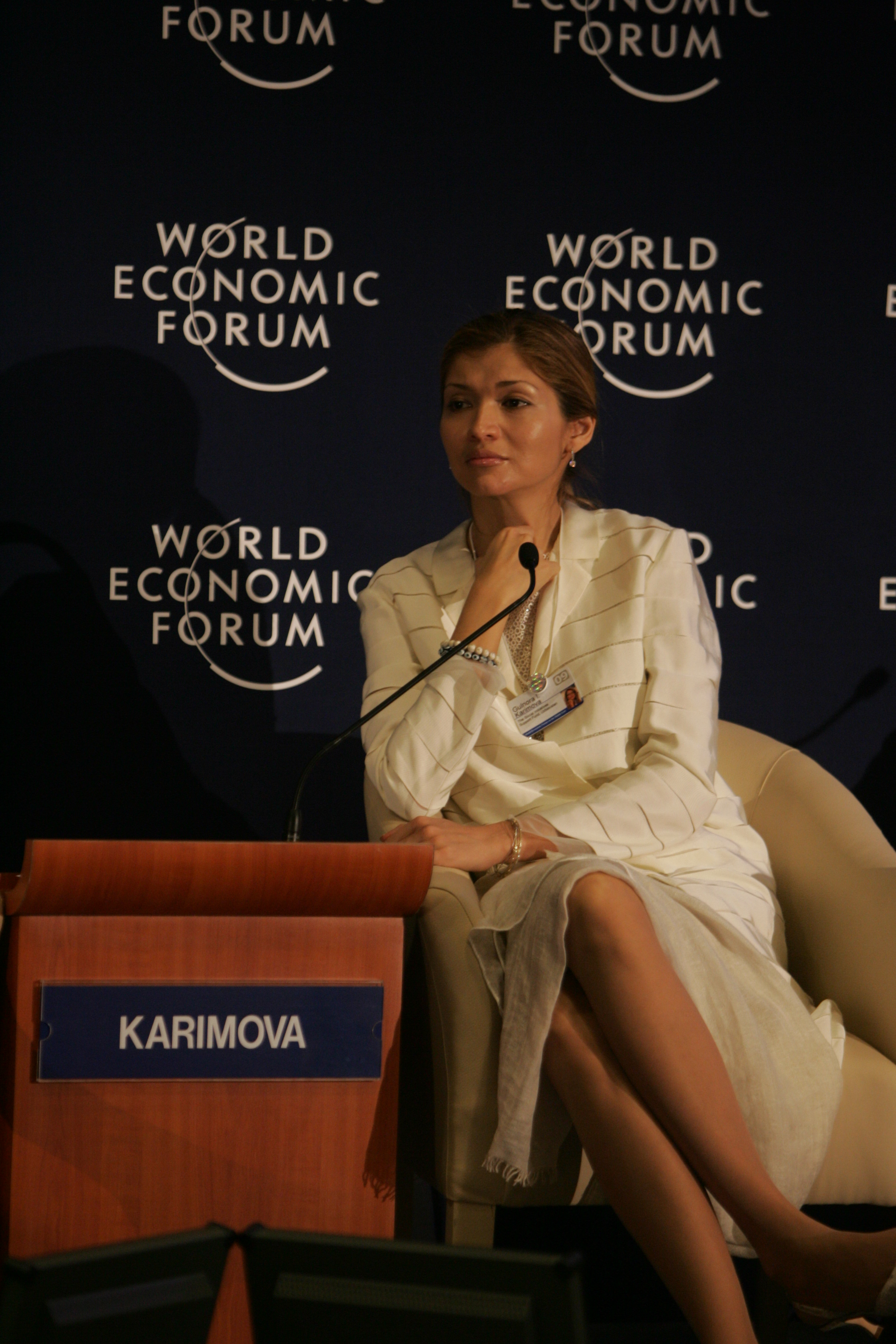
Gulnora I. Karímova en el Foro Económico Mundial sobre Oriente Medio 2009

Bajo la supervisión de Karímova, se han establecido cinco ONG en Uzbekistán. En 2009, dos de las fundaciones, el Fondo de Apoyo a Iniciativas Sociales (SISF) y la Asociación Pública del Consejo de Mujeres, organizaron una conferencia sobre "Aspectos médicos y el papel de las organizaciones públicas en la solución de problemas de cáncer de mama". En 2006, bajo el SISF, Karímova tomó la iniciativa de microcréditos para mujeres agricultoras en áreas rurales de Uzbekistán. En 2010, inició la organización de un maratón benéfico, "En nombre de la vida", bajo los auspicios del Foro del Fondo, el Consejo de Mujeres y la Asociación Nacional de Cáncer de Mama de Uzbekistán. 100.000 personas en Uzbekistán se han unido al maratón desde su lanzamiento. En 2012, se informó que Karímova donó más de 25 millones a la Asociación Nacional del Cáncer de Mama para comprar medicamentos contra el cáncer durante dicha maratón. In 2013, la carrera atrajo a 7.000 corredores. En abril de 2012, anunció que había iniciado el establecimiento de una nueva ONG, el "Foro de Ciudadanos Socialmente Responsables de Uzbekistán", que se centra en el apoyo a las iniciativas sociales de los ciudadanos uzbekos.

### Apoyo de la Juventud
En 2004, por iniciativa suya se creó el Festival "YangiAvlod" que apoya a los niños en las disciplinas artísticas. También, en 2009, se difundió la noticia internacional de que dos de los delanteros de fútbol más famosos del mundo, Samuel Eto'o y Cristiano Ronaldo, acordaron apoyar la nueva iniciativa de Gulnora Karímova para lanzar un proyecto para niños. Evidentemente, ambos jugadores han firmado Memorandos de cooperación con el Foro del Fondo.

### Diseño de moda y joyería.
En marzo de 2009, Karímova presentó su propia colección especial de joyas "GULI for Chopard", diseñada para la reconocida empresa suiza Chopard. Según se informó, las ganancias de las ventas de la colección beneficiaría al Festival Infantil "Yangi Avlod" (Nueva Generación). Sin embargo, desde junio de 2016, el Festival de Niños aún no ha recibido ningún ingreso monetario de las ventas. En septiembre de 2010, Karímova presentó, en la Semana de la Moda de Nueva York, su línea de moda "Guli" con telas uzbekas y diseños basados en el tradicional abrigo uzbeko. En septiembre de 2011, el desfile de moda de Karímova previsto para la primavera de 2012 en la Semana de la Moda de Nueva York fue cancelado  debido a que Human Rights Watch y otras organizaciones hubieran llamado la atención sobre su conexión con el gobierno de su padre y su historial de tortura, y trabajo infantil forzado. Según la organización, hasta dos millones de niños uzbekos se ven obligados a abandonar la escuela cada año durante dos meses para recoger algodón (tela tejida a lo largo de los diseños de Karímova). Sin embargo, el desfile de moda finalmente se celebró en Nueva York, con la ubicación cambiada a Cipriani.

## Vida personal

### Matrimonio y divorcio
En 1991, contrajo matrimonio con Mansur Maqsudi, un empresario estadounidense de origen tayiko afgano. Juntos tienen dos hijosː Islam Karímov Jr., nacido en 1992 e  Imín Karímova, nacida en 1998. Cuando la relación se desmoronó, en julio de 2001, Karímova se llevó a los dos niños de los Estados Unidos a Uzbekistán; un juez uzbeko le concedió el divorcio. Cuando Karímova se negó a acceder al fallo de la corte estadounidense que otorgaba la custodia de los dos niños a Maqsudi, se interpuso una orden de arresto internacional en su nombre ante la Interpol. Debido a esto, Maqsudi fue arrestado y encarcelado en Uzbekistán, junto a algunos de sus familiares. Otros fueron conducidos a la frontera entre Uzbekistán y Afganistán y liberados en territorio afgano; Maqsudi perdió sus activos comerciales en Uzbekistán. Según The Guardian, como parte de su acuerdo de divorcio, Karímova mantuvo joyas por valor de $ 4.5 millones e intereses comerciales por valor de aproximadamente $ 60 millones. El 9 de julio de 2008, la custodia de los dos niños fue totalmente entregada a Karímova, mediante una orden de consentimiento firmada por la jueza Deanne M. Wilson (Tribunal Superior del Estado de Nueva Jersey). 

### Rumores de matrimonio con Sodiq Safoyev
En 2003, cuando Sodiq Safóyev servía como Ministro de Asuntos Exteriores de Uzbekistán, surgieron rumores sobre su matrimonio con Karímova en los medios locales e internacionales. Safóyev, un diplomático de carrera y divorciado a partir de 2001, se insinuó que fue elegido por el presidente Islom Karímov como su posible reemplazo, de ahí el matrimonio con su hija. Sin embargo, las acusaciones fueron negadas por el Ministerio de Relaciones Exteriores, y la BBC, que publicó la historia, fue acusada por el primer viceministro Vladímir Nórov de entrometerse en la vida personal de Safóyev y Karímova.

### Presunto arresto domiciliario
La BBC informó de que, según una carta y una grabación de voz de Karímova (recibida en marzo y agosto de 2014, respectivamente), se encontraba bajo arresto domiciliario. El 22 de noviembre de 2016, el portal de noticias de Asia Central Centre1 afirmó que Karímova había muerto el 5 de noviembre de 2016 después de ser envenenada y enterrada en una tumba sin marcar en el cementerio Menor de Taskent. Según RIA Novosti, fuentes cercanas a la familia disputaron la afirmación de que estaba muerta, pero no proporcionaron ninguna prueba de su estado o paradero. En diciembre de 2016, el hijo de Karímova, Islom Karímov Jr., pidió que Uzbekistán revelara el paradero de su madre. Reveló que la mantenían en contra de su voluntad "sin los derechos humanos básicos que toda persona merece en esta tierra". Explicó que viviendo en Londres, no puede regresar a su país natal por temor a que no se le permita regresar, lo que también fue la razón por la que no asistió al funeral de su abuelo, quien inicialmente fue responsable de poner a Karímova bajo arresto domiciliario. En enero de 2017, The Wall Street Journal informó que Karímova fue interrogada por los fiscales suizos en diciembre de 2016, en relación con acusaciones de lavado de dinero.  En 2015, una investigación realizada por el Proyecto de Informe de Corrupción y Crimen Organizado informó que Karímova había aceptado más de mil millones de dólares en sobornos de compañías de telecomunicaciones escandinavas y rusas que querían involucrarse en el mercado uzbeko.

### Condena
El 28 de julio de 2017, la Oficina del Fiscal General de Uzbekistán emitió un comunicado diciendo que se encontraba detenida después de una condena en 2015 y que enfrentó cargos adicionales en una investigación en curso, marcando la primera vez que las autoridades han revelado detalles sobre ella La declaración también dijo que era miembro de un grupo delictivo organizado que controlaba activos por más de $ 1.3 mil millones en 12 países, incluidas propiedades en Londres por valor de £ 22.9 millones y hoteles en Dubái por valor de $ 67.4 millones. También se alega que adquirió $ 595 millones en activos y recibió $ 869.3 millones en sobornos que se pagaron en cuentas en el extranjero. En 2017, Karímova fue sentenciada a 10 años de prisión por fraude y lavado de dinero, pero eso fue conmutado en 2018 por arresto domiciliario de cinco años. En marzo de 2019, fue enviada a prisión por presuntamente violar los términos de su arresto domiciliario.